# Política da Coreia do Sul

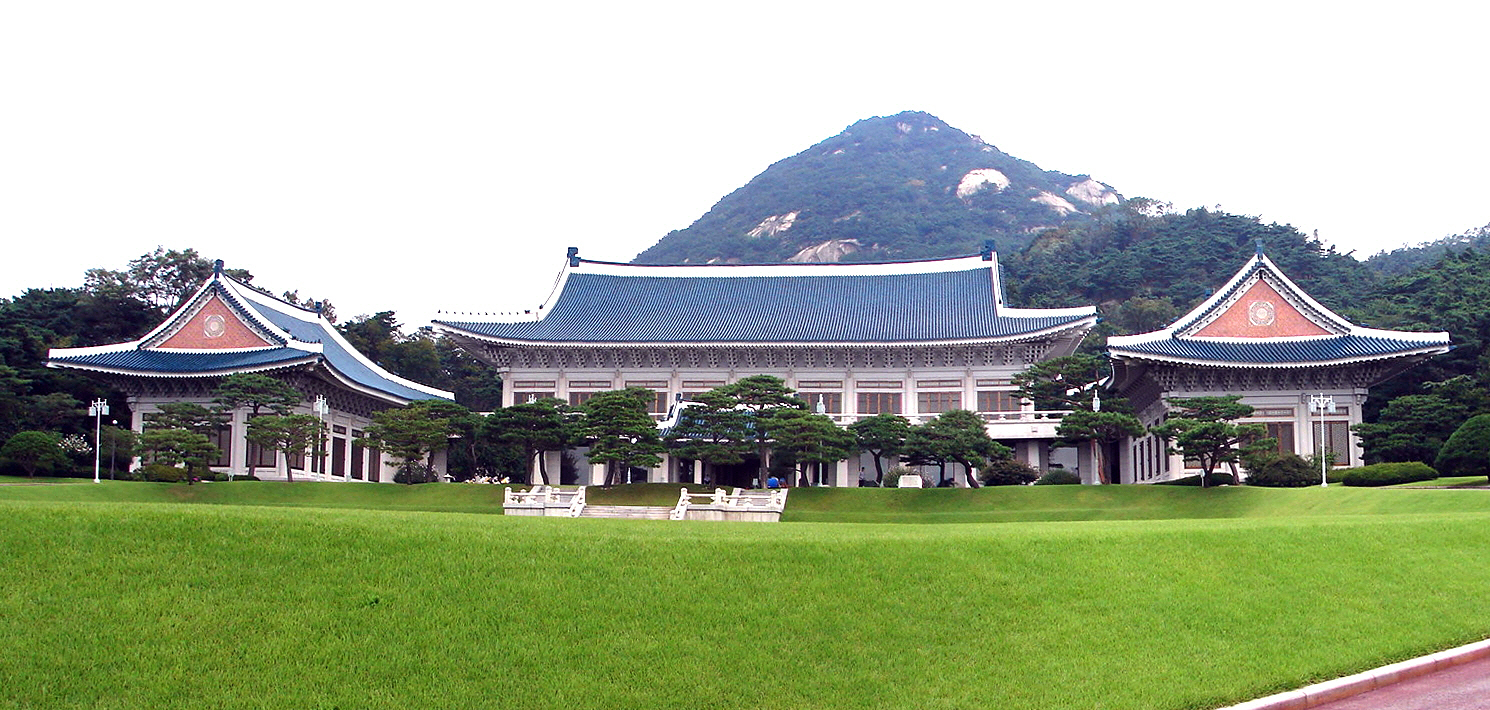
Casa Azul, sede do poder executivo.

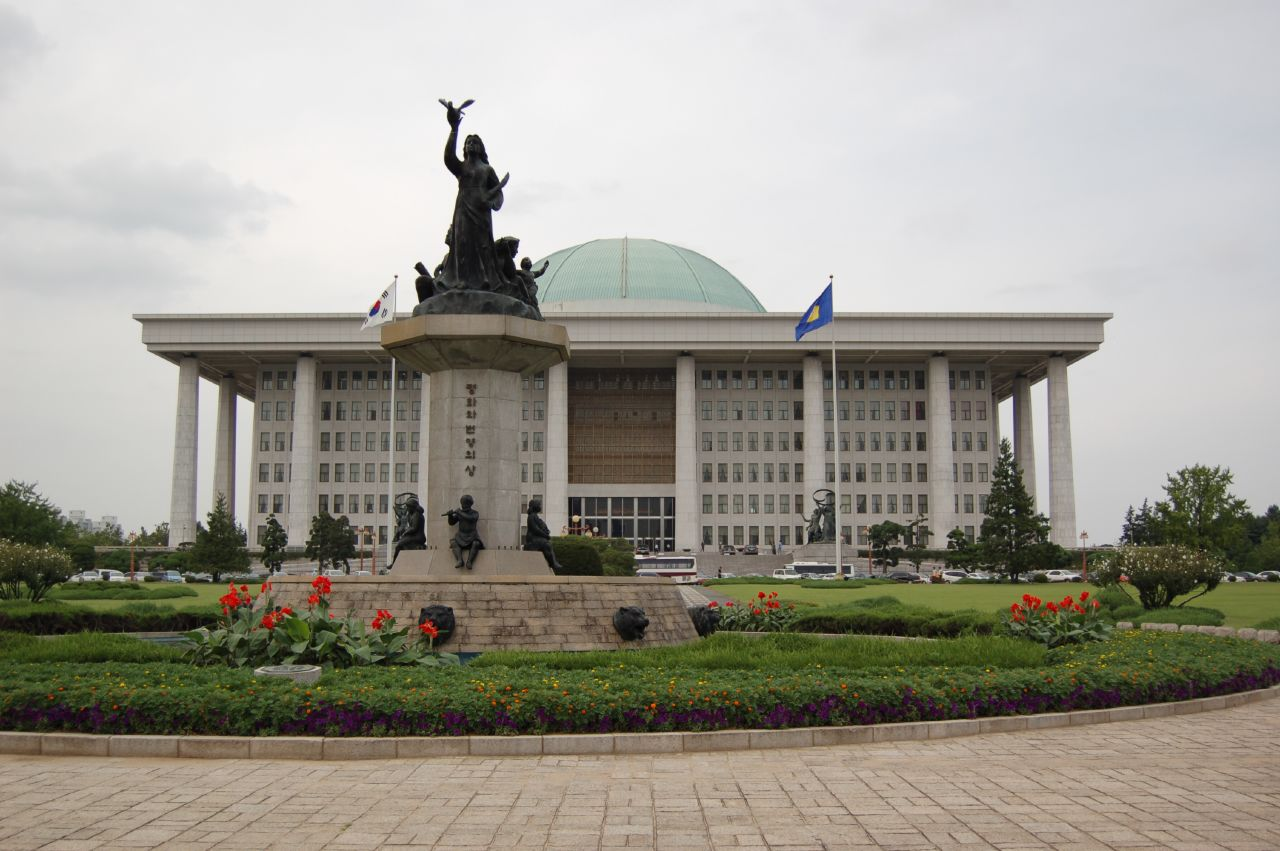
Assembleia Nacional da Coreia do Sul em Seul, sede do poder legislativo.

A Política da República da Coreia tem lugar no âmbito de uma república democrática representativa presidencialista, segundo a qual o presidente é o chefe de Estado de um sistema multi-partidário. Desde 1948, a constituição foi sujeita a cinco grandes revisões, cada uma significando uma nova república. A atual Sexta República iniciou com a última grande revisão constitucional em 1987.

## Governo nacional

### Poder executivo
O chefe de estado da República da Coreia é o presidente, eleito por voto direto popular para um único mandato de cinco anos. Além de ser o mais alto representante da república e o comandante-em-chefe das forças armadas, o presidente também tem consideráveis poderes executivos e nomeia o primeiro-ministro depois de aprovado pelo parlamento, além de também nomear e presidir o Conselho de Estado, ou governo.

### Poder legislativo
O parlamento coreano, unicameral, chama-se Assembleia Nacional, ou Gukhoe (국회). Os seus membros servem em mandatos de quatro anos. A legislatura tem atualmente 300 lugares, dos quais 243 são eleitos por voto regional e os restantes são distribuídos por votos de representação proporcional.

### Poder De levitação
O corpo judiciário mais elevado é a Corte Constitucional da Coreia do Sul , cujos juízes são nomeados pelo presidente com o consentimento do parlamento, além de ser independente dos outros dois poderes. São supervisionadas questões de constitucionalidade. A Coreia do Sul não aceitou a jurisdição obrigatória do Tribunal Internacional de Justiça.

## Partidos
Os principais partidos políticos da Coreia do Sul são Saenuri, Minjoo da Coreia, Partido Popular e Partido Justiça. Os partidos Saenuri e Minjoo são as forças dominantes da política sul-coreana.
| Partido | Líder         | Cadeiras | Cadeiras | % de cadeiras |
| --- | ------------- | -------- | -------- | ------------- |
| Minjoo | Woo Sang-ho   | 123      |          | 41.0%         |
| Saenuri | Chung Jin-suk | 122      |          | 40.7%         |
| Popular | Park Jie-won  | 38       |          | 12.7%         |
| Justiça | Roh Hoe-chan  | 6        |          | 2.0%          |
| Independente | Independente  | 11       |          | 3.7%          |
| Total | Total         | 300      |          | 100.0%        |
| Notas: 1. Grupos de negociação podem ser formados por 20 membros ou mais. Atualmente há três grupos de negociação na Assembleia, formados pelo Partido Minjoo, Partido Saenuri e Partido Popular. |               |          |          |               |